# Estádio Jacy Scaff
Estádio Jacy Scaff – stadion wielofunkcyjny w Londrina, Parana, Brazylia, na którym swoje mecze rozgrywa klub Londrina Esporte Clube.